# زلاتكو بوريك
زلاتكو بوريك (بالكرواتية: Zlatko Burić)‏ (و. 1953  م) هو ممثل أفلام، وممثل تلفزيوني كرواتي، ولد في أوسييك.

## جوائز وترشيحات
حصل على جوائز منها:
- جائزة الفيلم الأوروبي لأفضل ممثل  [لغات أخرى]‏، عن عمل: مثلث الحزن في 2022[4]
- Guldbagge Award for Best Actor in a Supporting Role [الإنجليزية]‏ في 2022

ترشح لـ:
جائزة الفيلم الأوروبي لأفضل ممثل ‏، عن عمل: مثلث الحزن2022.

## وصلات خارجية
- زلاتكو بوريك في قاعدة بيانات الأفلام على الإنترنت
- زلاتكو بوريك  على موقع أول موفي